# Diana Bulimar
Diana Laura Bulimar (Temesvár, 1995. augusztus 22. –) kétszeres Európa-bajnok és olimpiai bronzérmes román tornász. 2011 óta az ő nevét viseli egy talajgyakorlat-elem a Nemzetközi Torna Szövetség pontozási rendszerében.

## Életpályája
Négy éves korában kezdett tornázni. 1999–2010 között a Temesvári CSS 1 Klubnak, 2010-től a Bukaresti CS Dinamo Klubnak a tagja. Temesváron Mariana Tomceanu és Benea Marcel, junior válogatottként Onești-en és Déván Moldovan Lăcrămioara és Moldovan Cristian, az olimpiai válogatottban Mariana Bitang és Octavian Bellu voltak az edzői.
Első junior országos bajnoki címét 2006-ban Konstancán szerezte.
Európa-bajnok volt a csapattal 2012-ben Brüsszelben és 2014-ben Szófiában. Európa-bajnokságon nyert további érmei egy ezüst gerendán és egy bronz talajon Moszkvában 2013-ban. 2015-ben Montpellier-ben egyéni összetettben a tizedik helyen végzett.
Világbajnokságon elért legjobb eredménye egy negyedik hely a csapattal, 2011-ben Tokióban.
Legjobb olimpiai eredménye egy bronzérem a csapattal a 2012. évi nyári olimpiai játékokon Londonban, amihez ő felemás korláton, gerendán és talajon elért pontjaival járult hozzá.
Példaképei Nadia Comăneci és Andreea Răducan.

## Díjak, kitüntetések
2012-ben a Sportolói Nemzeti Érdemrend III. osztályával tüntették ki.